# 前沢泰
前沢 泰（まえざわ やすし、1923年 - 1986年）は、日本の教育者、教育学者。

## 略歴
長野県飯田市出身。1944年旧制第一高等学校卒。戦後中学校教師を務めた。1977年退職後、長野県下伊那郡上郷町（現飯田市）に転居。1961年より全国生活指導研究協議会(全生研)中央常任委員を務める。

## 著書
- 『前沢泰生活指導論集 1 (指導の技術と理論)』明治図書出版 1976
- 『前沢泰生活指導論集 2 (教師集団づくり)』明治図書出版 1976
- 『前沢泰生活指導論集 3 (授業と学習集団)』明治図書出版 1979
- 『授業と学習集団を考えるために』 (生徒を生かす集団づくり実践講座) 明治図書出版 1983
- 『集団づくりの技術と理論』 (生徒を生かす集団づくり実践講座) 明治図書出版 1983
- 『教師集団づくりのために』 (生徒を生かす集団づくり実践講座) 明治図書出版 1983
- 『授業のシナリオをつくる』明治図書出版 1987

### 共編著
- 『中学生の生活指導』1-3年 (明治図書講座)宮坂哲文,坂本光男共編 明治図書出版 1963
- 『学級のとびら 生き方にせまる中学生の指導 授業の役に立つ話』太田昭臣、菊地良輔、高安正平共著 日本書籍 1983